# Desembarco y combate de Pisagua

Esquema del desembarco.

El Desembarco en Pisagua, también conocido como el Combate de Pisagua, fue un ataque anfibio realizado el 2 de noviembre de 1879 por las fuerzas chilenas contra el puerto de Pisagua, que se encontraba defendido por las fuerzas aliadas de Perú y Bolivia. Este suceso tuvo lugar en el marco de la Campaña de Tarapacá durante el transcurso de la Guerra del Pacífico.  
Tras la derrota en el combate, las fuerzas aliadas se retiraron hacia Iquique, abandonando el puerto de exportación de salitre, que albergaba valiosas instalaciones de desalinización, vías férreas, locomotoras y vagones que no fueron destruidos por las fuerzas chilenas desembarcadas.
La ocupación de Pisagua y el posterior desembarco del grueso de las fuerzas chilenas en la región posicionaron al ejército chileno entre las fuerzas aliadas que defendían Iquique y las que estaban acantonadas en Arica. El siguiente enfrentamiento de gran envergadura fue la Batalla de Dolores.
Este combate marcó el inicio de la invasión del territorio peruano por parte de las fuerzas chilenas, siendo el primer conflicto bélico en suelo peruano durante la Guerra del Pacífico. Según la Armada de Chile, este evento también se considera como el primer desembarco anfibio orgánico en la historia militar, lo que añade relevancia histórica a este episodio.

## Antecedentes
La idea de invadir Tarapacá para obligar al Perú la abrogación del pacto de alianza con Bolivia y para obtener la garantía del pago de una indemnización de guerra había estado presente en el gobierno de Chile desde la declaración de guerra del 5 de abril. Durante seis meses la escuadra peruana había impedido el transporte seguro en el mar. Pero también la falta de organización y pertrechos detenía las fuerzas chilenas en Antofagasta.: 267 
Ambos ejércitos habían logrado durante la campaña naval movilizar fuerzas hacia Arica e Iquique, los aliados y Antofagasta, los chilenos.
Luego de que la marina del Perú perdiera el monitor Huáscar en el combate de Angamos, el mando chileno decidió dar inicio a la campaña terrestre con la invasión del departamento de Tarapacá. Sin embargo la falta de municiones impidió ordenar el desembarco antes, como lo hubiera deseado la opinión pública y el gobierno. : 266–267 
Dada la concentración del ejército aliado tanto en Iquique por el sur como en Tacna, el ministro de guerra chileno, Rafael Sotomayor, decidió que se desembarcaría en el puerto de Pisagua -localizado entre ambas ciudades-, con el fin de cortar las comunicaciones entre ambas. Este puerto, además, estaba favorecido por una buena bahía para desembarcar las unidades.
El 28 de octubre una fuerza de aproximadamente 9.500 chilenos se embarcó en Antofagasta con rumbo a Pisagua. El 1 de noviembre, el ministro de guerra chileno Rafael Sotomayor convocó a un consejo de guerra, para dar a conocer el plan de ataque. Se debería desembarcar conjuntamente en Pisagua y Junín, dando mayor poder de ataque al primero, pero sin descuidar al segundo.
En Pisagua estaban apostados 1.409 soldados del ejército aliado, divididos en dos batallones bolivianos de aproximadamente 964 hombres, el "Independencia" y el "Victoria", al mando de los coroneles Pedro Pablo Vargas y Juan Granier; y las fuerzas peruanas compuestas de artilleros y hombres de infantería en número de 445 al mando del teniente coronel Isaac Recavarren.
El pequeño puerto se defendía con dos cañones de 100 libras, uno en cada extremo de la bahía, y 217 guardias al mando del teniente coronel Isaac Recavarren. El 26 de octubre, desde Iquique, llegó el general Juan Buendía de inspección por la costa peruana y estuvo presente en el combate en Pisagua.

## Orden de batalla
| Ejército de Operaciones del Norte, general de brigada Erasmo Escala Jefe de Estado Mayor, coronel Emilio Sotomayor. | Ejército del Sur, general de división Juan Buendía. |
| --- | --- |
| - II División de Ejército, teniente coronel José Luis Ortiz. - Batallón Cívico Atacama, teniente coronel Juan Martínez. - 1.ª Compañía, capitán Ramón Soto Aguilar (1° desembarco 09:30) - 2ª Compañía, capitán José Fraga (2° desembarco 10:30) - 3.ª Compañía, capitán José Ramón Vallejos (1° desembarco 09:30) - 4.ª Compañía, capitán AP Félix Vilches (2° desembarco 10:30) - 3.ª Brigada de Zapadores, teniente coronel Ricardo Santa Cruz Vargas. - 1.ª Compañía, capitán Alejandro Baquedano (1° desembarco 09:30) - 2.ª Compañía, capitán Belisario Zañartu (2° desembarco 10:30) - Regimiento 1° de Línea, teniente coronel José María del Canto Arteaga. - 4.ª Compañía (2° desembarco 10:30) - 2 compañías (3° desembarco 12:00) - Regimiento 2° de Línea, teniente coronel Eleuterio Ramírez. - Compañía del capitán Emilio Larraín (2° desembarco 10:30) (Se mencionan sólo las fuerzas que intervinieron en el combate). | - III División (Ejército de Bolivia), general de brigada Pedro Villamil. - BI Victoria N° 1 de La Paz, coronel Juan Granier (535 h.) - BI Independencia 3° de La Paz, coronel Pedro Pablo Vargas (429 h.) - Guarnición de Pisagua (Ejército del Perú), teniente coronel Isaac Recavarren. - Columna Naval CFR Mariano Benavides (60 h.) - Columna Guardia Civil, mayor Manuel Zeballos (40 h.) - Guardia Nacional de Pisagua, coronel Manuel Zavala (100 h) - Batallón de Artillería de Costa, capitán de navío José Becerra (245 h.) - Fuerte Norte, CFR Ignacio Suárez. - Fuerte Sur, teniente coronel Manuel Saavedra. |
| Total: | Total: |

Escuadra de Operaciones, capitán de navío Manuel Thomson.
- Fragata blindada Cochrane
- Corbeta O'Higgins
- Cañonera Magallanes
- Goleta Covadonga
- Vapor Loa
- Transporte Amazonas
- Vapor Abtao
- Escuadrilla de desembarco, capitán de navío Enrique Simpson

Comandancia de los Transportes, capitán de navío Patricio Lynch.
- Vapor Itata
- Vapor Copiápó
- Vapor Limarí
- Transporte Lamar
- Vapor Huanay
- Vapor Paquete Del Maule
- Transporte Santa Lucía
- Transporte Elvira Álvarez
- Vapor Toltén
- Vaporcito Toro

## Combate

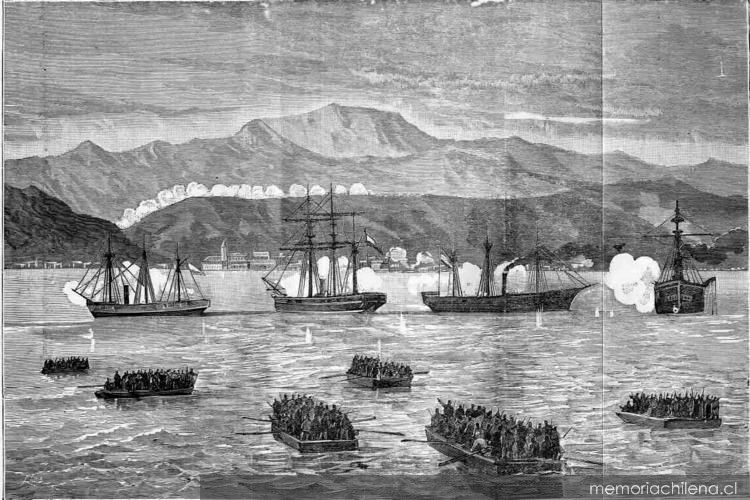
Grabado de 1912 que muestra las chalanas chilenas que esperan para desembarcar.

El ejército chileno dispuso para esta operación de 4.890 hombres: 2.175 fueron enviados a Junín y cerca de 2.500 quedaron en la reserva de la flota.
A las 5:00 de la mañana se divisan desde la costa en Pisagua las luces de 19 barcos chilenos, por lo que Isaac Recavarren decide llamar a los batallones Victoria e Independencia al mando de Pedro Villamil, con 964 bolivianos, que se encontraban en Alto Hospicio, para reforzar el puerto.
La defensa de los aliados ubicó a los soldados entre las rocas, línea que recorría Isaac Recavarren a caballo para impartir órdenes.
A las 7:00 de la mañana, se inicia el bombardeo a las dos baterías de tierra y poco después se disponen tropas chilenas en chalupas de desembarco.
Al llegar a Pisagua, el blindado Cochrane, al mando del comandante Juan José Latorre, y la corbeta O’Higgins a cargo del capitán Jorge Montt atacaron el fuerte sur, mientras que al fuerte norte lo atacaron la cañonera Magallanes y la goleta Covadonga. El fuerte norte sólo pudo contestar un disparo antes de quedar inutilizado. El fuerte sur mantuvo sus fuegos durante un tiempo mayor, pero fue finalmente inutilizado por la artillería naval chilena.

### Primer desembarco
A las 8:00 de la mañana se dio inicio al desembarco. Se embarcaron la 1.ª y 3.ª compañías del Batallón Atacama, al mando del subteniente Rafael Torreblanca, y dos compañías del regimiento Zapadores comandadas por Manuel Villaroel, de las cuales lograron llegar hasta la playa unos 450 hombres. Los peruanos se replegaron ordenadamente, pero los bolivianos no pudieron retroceder de igual forma. Sin embargo, problemas de coordinación en el ejército de Chile retrasaron el desembarco permitiendo a las tropas peruanas reagruparse y tomar mejores posiciones defensivas, dificultando el avance de los atacantes. Pese a la defensa, la infantería chilena logró tomar las trincheras peruanas y penetrar hacia el interior antes de ser desalojados en la primera oleada fallida. Las embarcaciones chilenas, entre tanto, regresaron a las naves en busca de una segunda oleada.
A las 10:00 de la mañana, tras tres horas de combate, las baterías fueron inutilizadas, lo que posibilitó al fin el avance de las lanchas chilenas protegidas por la artillería naval. La defensa aliada repelió también este desembarco lo que se tradujo en descoordinaciones en los oficiales chilenos que proponían desembarcar en Junín o en Pisagua Viejo o en Ilo pensando frustrado este primer desembarco[cita requerida].

### Segundo desembarco
Tras la primera oleada de asalto, logró embarcarse una segunda ola de soldados, el resto del Batallón Atacama, más 30 soldados del 2° de Línea bajo las órdenes de Emilio Larraín y tres compañías del Buin, estos últimos al mando del teniente coronel José María del Canto Arteaga, mientras los blindados se acercaban a la costa para reducir la defensa. Sus disparos incendiaron los montones de carbón y sacos de salitre que servían de parapeto a los aliados, obligando a Recavarren a replegar su defensa ante la segunda carga chilena.

### Desembarco en Junín
A las 14:00, más tropas chilenas desembarcaron en la playa vecina de Junín. Al ser informado de ello Recabarren decidió replegar los restos de sus tropas hacia la estación de San Roberto.
El ascenso chileno hacia posiciones más favorables fue muy difícil, dadas las condiciones del terreno y la defensa de los aliados. La sucesiva incorporación de tropas permitió tomar finalmente las alturas, llegando hasta la pampa del Hospicio en la cumbre de la meseta.

## Desenlace
Debido a los incendios y a lo tóxico del humo, los aliados retrocedieron cerro arriba y el segundo desembarco chileno pudo concretarse con éxito, llevando cerca de 100 hombres del Atacama, del Zapadores, del 2º de Línea y del Buin, quienes se incorporaron a los primeros grupos y cayeron sobre las tropas en la cumbre, derrotándolas en toda la línea. Al llegar el tercer desembarco chileno, el conflicto había terminado. A las tres de la tarde, el teniente Rafael Torreblanca iza la bandera de Chile en un poste de Hospicio.
A las 16:00 finalmente abandonan Pisagua Isaac Recabarren y su ayudante Del Mar y los últimos defensores. Llegan a San Roberto a las 16:30 donde se encontraba Juan Buendía. Después de un reconocimiento a los defensores y vivas a Bolivia y el Perú, inician la marcha a San Francisco.
Las bajas chilenas fueron de 58 muertos y de 155 heridos en el ejército y 10 muertos y 17 heridos en la armada; las de los aliados fueron calculadas en 200 entre muertos y heridos.  Las fuerzas chilenas se acantonaron en Alto Hospicio.
Las bajas chilenas fueron inhumadas en un cementerio al 5 km al norte de Pisagua; mientras que las bajas aliadas fueron superficialmente sacadas fuera del pueblo a merced de carroñeros o enterradas superficialmente.

Al siguiente día desembarcamos con el general y recibí la primera impresión de los horrores de la guerra, porque nos encontramos en presencia de un cuadro verdaderamente infernal. La beodez, el incendio, la matanza, el pillaje y cuanto puedo idearse de odioso estaba allí a nuestra vista con grande escándalo mío, porque no concebía como los jefes y oficiales toleraban tanta licencia. Luego vi que el general en jefe era impotente para remediar el desorden, no por falta de voluntad para hacerlo, sino por incapacidad para mandar.
Memorias de José Francisco Vergara

Los soldados chilenos me preguntaron quién era; les contesté que era sacerdote y que estaba a cargo de un hospital; les mostré mi corona, y ellos, generosos, aunque ebrios por el furor del combate, me dijeron que me retirara, que nada tuviese que temer, que el sitio era riesgoso por las muchas balas que atravesaban. Con esta confianza me regresé a la ramada de mi cuarto. Mas, a poco, esos soldados se convirtieron en mis protectores...
Exposición del canónigo peruano José Domingo Pérez al editor del Mercurio de Valparaíso

## Polémica sobre el primer "desembarco anfibio orgánico" de la historia
Fuentes chilenas relacionadas con la Armada de Chile, y esta misma institución, en su material de divulgación afirman que el desembarco de Pisagua sería "el primer desembarco anfibio orgánico efectuado en el mundo".